# Државни пут 22
Државни пут IБ реда 22, који се обично назива Ибарска магистрала, јесте државни пут првог Б реда у Шумадији и западној Србији. Полази од Београда и пружа се кроз управне округе, колубарски, моравички и рашки, пролазећи кроз општине и градове Лазаревац, Лајковац, Љиг, Горњи Милановац, Чачак, Краљево, Рашку и Нови Пазар. Од Прељине до Краљева иде паралелно са реком Западном Моравом, а затим се од Краљева ка Новом Пазару усмерава ка југозападу и иде паралелно уз реку Ибар, по којој је добио име.
Укупне дужине 298 километара, са преко 18.000 возила дневно, један је од најпрометнијих путних праваца у земљи. На деоници Београд - Чачак, иде трасом европског пута E763, а на деоници Чачак - Краљево - европским путем E761.
Често се назива „црна магистрала“ због великог броја саобраћајних незгода са смртним исходом и представља најопаснији путни правац у земљи са неколико стотина саобраћајних незгода на годишњем нивоу.

## Опасне деонице
Иако је Ибарска магистрала целом својом дужином високо ризичан пут, неке деонице од Београда до Чачка (131,1 километар пута) АМСС и Влада Србије означавају као посебно опасне. Према спроведеној оцени безбедности на Ибарској магистрали 2013. године, као најопасније су обележене следеће деонице:
- Жупањац - Дудовица
- Љиг - Дићи
- Угриновци - Бућин гроб
- Жарково - Кружни пут